# 감삼중학교
감삼중학교(甘三中學校)는 대구광역시 달서구 감삼동에 있었던 공립 중학교이다.

## 학교 연혁[1]
- 1985년 3월 1일 : 개교
- 2003년 3월 1일 : 남녀공학으로 전환
- 2011년 2월 28일 : 26년만에 폐교

## 폐교 이후
폐교 후 교사는 철거됐으며, 옛 교사 자리에는 대구광역시교육연수원이 동구 신무동에서 신축, 이전했다.

## 같이 보기
- 대구광역시교육연수원